# Соколино (Лузький район)
Соко́лино (рос. Соколино) — присілок у складі Лузького району Кіровської області, Росія. Входить до складу Лузького міського поселення.
Населення становить 125 осіб (2010, 147 у 2002).
Національний склад станом на 2002 рік — росіяни 99 %.